# Łysa Góra (643 m)
Łysa Góra (643 m) – szczyt w Beskidzie Makowskim wznoszący się między miejscowościami Jordanów i Osielec. Na niektórych mapach ma wysokość 647 m. Od sąsiedniego na zachód szczytu Przykca, zwanego też Przykrzcem, oddzielony jest jarem potoku Strącze. W południowo-wschodnim kierunku od szczytu Łysej Góry do doliny Malejówki opada dość długi grzbiet, opływany przez bezimienny potok uchodzący do Malejówki.
Wzniesień o tej nazwie w Karpatach jest wiele, również w Beskidzie Makowskim jest ich kilka. Łysą górą nazywano dawniej wzniesienia pozbawione lasu, zajęte przez pola uprawne i łąki. Obecnie na wielu z nich zaprzestano już rolniczego użytkowania i stopniowo zarastają krzakami i lasem. Na tej Łysej Górze ostało się jeszcze sporo, nadal użytkowanych rolniczo polan
Zachodnimi zboczami, oraz wzdłuż potoku Strącze prowadzi znakowany szlak turystyczny. Przy szlaku tym na północnych stokach Łysej Góry znajduje się źródło zwane Lachową Studzienką i niewielka figurka na drzewie. Dawniej podobno prowadziła tędy droga łącząca Łętownię z Osielcem i w pobliżu źródła stała karczma. Pod szczytem Łysej Góry zachowały się jeszcze pozostałości okopów z I wojny światowej
Szlak turystyczny
 Jordanów – Łysa Góra – Grzybkówka – Groń – Magurka – Koskowa Góra (skrzyżowanie z żółtym szlakiem). Czas przejścia 5.30 h, ↓ 4.10 h